# Maratón en Kayak en los Juegos Mundiales Cali 2013
La Maratón en Kayak en los Juegos Mundiales Cali 2013 se realizó en el lago del Club Los Andes, ubicado en la vía que conduce a Cali con la ciudad de Santander de Quilichao entre el  1 y el 2 de agosto de 2013.
En total se disputaron 6 pruebas, 4 masculinas y 2 femeninas; en las pruebas masculinas se utilizó la Canoa y el Kayak, mientras que en las mujeres sólo se disputaron pruebas en Kayak. 
La Maratón en Kayak fue un deporte invitado en los Juegos Mundiales Cali 2013 por lo tanto las medallas obtenidas no se suman en el medallero general.

## Resultados

### Masculino
| Evento                     | Oro                                                 | Plata                                                    | Bronce                                              |
| -------------------------- | --------------------------------------------------- | -------------------------------------------------------- | --------------------------------------------------- |
| C1 Masculino (1 de agosto) | Yul Oeltze · Alemania · 49:05.039                   | Tamas Kiss · Hungría · 49:52.763                         | Bartosz Dubiak · Polonia · 50:30.860                |
| K1 Masculino (1 de agosto) | Mate Petrovics · Hungría · 44:15.366                | Alfredo Faria Portugal 44:34.996                         | Joep Bakel · Países Bajos · 44:31.519               |
| C2 Masculino (2 de agosto) | Marton Kover · Attila Gyore · Hungría · 1:03:47.993 | Eduard Shemetylo · Oleksii Shpak · Ucrania · 1:06:30.959 | Samuel Amorin Rui Lacerda Portugal 1:07:00.301      |
| K2 Masculino (2 de agosto) | Milan Miklos Noe · Balint Noe · Hungría · 56:16.927 | Jiri Mladek · Tomas Jezek · República Checa · 58:26.269  | Mael Rengel · Beno Berberich · Alemania · 58:52.327 |

### Femenino
| Evento                    | Oro                                                               | Plata                                                 | Bronce                                                  |
| ------------------------- | ----------------------------------------------------------------- | ----------------------------------------------------- | ------------------------------------------------------- |
| K1 Femenino (1 de agosto) | Renata Kolozsvarine Csay · Hungría · 48:02.447                    | Vanda Kiszli · Hungría · 48:40.629                    | Anna Alberti · Italia · 48:57.489                       |
| K2 Femenino (2 de agosto) | Alexandra Bara · Renata Kolozsvarine Csay · Hungría · 1:04:16.219 | Stefania Cicali · Anna Alberti · Italia · 1:05:03.892 | Gwendoline Morel Amelie Le Sclotour Francia 1:07:04.066 |

## Medallero
| Núm. | País            | Oro | Plata | Bronce | Total |
| ---- | --------------- | --- | ----- | ------ | ----- |
| 1    | Hungría         | 5   | 2     | 0      | 7     |
| 2    | Alemania        | 1   | 0     | 1      | 2     |
| 3    | Italia          | 0   | 1     | 1      | 2     |
| 3    | Portugal        | 0   | 1     | 1      | 2     |
| 5    | República Checa | 0   | 1     | 0      | 1     |
| 5    | Ucrania         | 0   | 1     | 0      | 1     |
| 7    | Francia         | 0   | 0     | 1      | 1     |
| 7    | Países Bajos    | 0   | 0     | 1      | 1     |
| 7    | Polonia         | 0   | 0     | 1      | 1     |